# Cicatrice the Sirius
Cicatrice the Sirius (シリウスの痕, Shiriusu no kizuato) est un manga de Shin'ichirō Takada. Il est publié entre 1999 et 2001 dans le magazine Monthly Shōnen Ace puis compilé en quatre tomes par l'éditeur Kadokawa Shoten. La version française a été publiée par Panini Manga.

## Synopsis
Cicatrice the Sirius raconte l'histoire de Sayoko. Le frère de Sayoko est né lorsqu'elle avait 6 ans. C'est elle qui a choisi son prénom, "Takeru". Elle a entendu parler dans un journal de "Donneurs" qui vendaient leurs cerveaux pour sauver des membres de leurs familles. Lorsqu'il avait 5 ans, Takeru vit un avion très bas dans le ciel, C'était un avion de guerre. Il fut touché par un bombardement. Sayoko apprit que son père (qui était aviateur pour l'armée de l'air) avait été touché et était mort en plein vol. Ils réussirent à enlever sa mère des décombres mais celle-ci mourut pendant le trajet à l'hôpital. Elle était donc seule avec son frère. Le médecin lui disait que l'opération de son frère devait coûter très cher et elle s'est souvenue des « Donneurs ». Cela rapporte beaucoup lui avait dit une amie. Elle décida donc de vendre son corps pour en donner un autre à son frère. Elle est donc un robot de combat que des gens appellent "13".